# Operation C
Operation C, lançado como Contra (コントラ, Kontora) (コントラ, Kontora?) no Japão e como Probotector na região PAL, é um jogo run and gun da Konami , lançado para o Game Boy em 1991. É o primeiro jogo portátil da franquia Contra e apresenta uma jogabilidade e gráficos semelhantes às versões para NES Contra e Super C.

## Enredo
O jogador assume o papel de Bill Rizer, que deve neutralizar um inimigo força que é secretamente armazenar um estrangeiro célula em sua base. Como com o anterior Contra jogos para o NES, a exata detalhes das configurações do jogo varia entre materiais complementares: na versão Japonesa, os inimigos são identificados como o exército de um grupo anónimo de nação hostil que está procurando utilizar um estrangeiro célula para produzir armas; nas versões Americanas, os inimigos estão trabalhando para um estrangeiro entidade chamar a si própria "Black Viper". Da mesma forma, o personagem principal da identidade foi alterado a partir de projeto de lei (o Jogador 1 caractere a partir do anterior, de arcade e jogos do console) Lance (o Jogador 2 caracteres das parcelas anteriores também).

## Jogabilidade
O jogo tem um total de cinco etapas, muitas das quais de compartilhamento de design semelhanças com o Super C (o NES versão do Super Contra). Os três números ímpares etapas (1, 3 e 5) são reproduzidos a partir de uma perspectiva de visão lateral, enquanto que os dois pares (2 e 4), a vista superior. A trilha sonora consiste principalmente de dispostas a música de fundo do original Contra, com exceção de algumas músicas (nomeadamente a Área 2 tema, a Fase de Escolha do tema, o sub-chefe tema na Área 3, e o tema de encerramento). Operação de C foi o primeiro Contra o jogo para o recurso de auto-fogo como um recurso padrão, resultando na remoção de " Machine Gun power-up de jogos anteriores. O Rifle Laser também é removido, deixando apenas a Propagação Tiro e Arma de Fogo de Super C. No entanto, o jogo apresenta um novo Retorno à posição inicial Arma que dispara balas que perseguir inimigos. A Propagação Tiro começa como um tiro, mas pode ser atualizado para um de cinco caminho versão depois de pegá-la uma segunda vez. Ao contrário de Super C, a Arma de Fogo não tem exigível tiros, enquanto a Barreira e Rápida Balas power-ups não são destaque nesta edição.

## Versões e re-lançamentos
A versão em japonês, intitulado simplesmente como Contrapartida, permite que o jogador comece o jogo em qualquer um dos quatro primeiros estágios. A versão americana só permite a fase de recurso de seleção ao inserir o Konami Code. Enquanto o resto do jogo foi deixado inalterado para a versão americana, o enredo do jogo como destaque no manual foi alterado para a-Americano de localização (como detalhado acima). A versão Europeia, Probotector, mudou o personagem principal e alguns dos inimigos que os transforma em robôs, muito parecido com o Europeu localizações das COIMAS parcelas.
Operação C está incluído no Game Boy compilação Konami GB Collection Vol. 1 lançado em 1997 no Japão e em 2000 na Europa. A versão em Japonês é idêntico à versão original, mas com adição de Super Game Boy fronteira de suporte. Enquanto a versão do jogo inclui com a coletânea Européia é intitulado Probotector, mantém o ser humano original caracteres a partir da versão Japonesa e adiciona completa do Game Boy Color e suporte.

## Recepção
O site Nintendo Life deu ao jogo uma pontuação 8/10, louvando a jogabilidade, controles, inimigos, armas e música, embora ressaltando que o jogo seja muito derivativo de Super C. O site também criticou o jogo pela falta de opção multiplayer.